# Ivy Campany
Ivy Lillian Campany (23 de septiembre de 1901 - 19 de diciembre de 2008) fue, a la edad de 107 años, la penúltima mujer veterana de la Primera Guerra Mundial de cualquier país. La última fue Florence Green (1901-2012), que no fue identificada como veterana del conflicto hasta enero de 2010. Por ello, se creía que Campany era la última veterana superviviente del conflicto en el momento de su muerte, en diciembre de 2008.
Nacida en Hackney, Londres, Campany se alistó en el Queen Mary's Army Auxiliary Corps durante la Primera Guerra Mundial y posteriormente serviría como vigilante de incendios en la Segunda Guerra Mundial. En el momento de su muerte vivía en Margate, Kent.